# Шкатулка з фортеці
«Шкатулка з фортеці» (азерб. «Qaladan Tapılan Mücrü») — радянський детективний пригодницький фільм з елементами дитячого фільму 1982 року, виробництва кіностудії «Азербайджанфільм». Прем'єра фільму відбулася в листопаді 1983 року.

## Сюжет
Події фільму відбуваються в Баку. Друзі дитинства Мансур і Енвер мріяли знайти скарб. Одного разу діти знайшли дорогоцінний камінь, який був знайдений на місці руїн стародавнього міста Ічері-шехер і вони мріяли обміняти його і стати багатіями, але грабіжники вистеживши їх вкрали у них дорогоцінний камінь, і ті не довго думаючи повідомили в міліцію і допомогли співробітникам затримати грабіжників.

## У ролях
- Кямран Шахмарданов — Мансур
- Ульві Сафаров — Енвер
- Саміра Караєва — Наргіз, сестра Енвера
- Мікаїл Керімов — Ісрафілов, капітан міліції
- Ібрагім Алієв — Гасан Гамзаєв, технік-наглядач гральних автоматів
- Гасан Турабов — Муса, «Опікун», злодій-рецидивіст
- Рахіб Сафаралієв — велосипедист
- Агаалі Алієв — Лютфі, міліціонер
- Рухсара Агаеєа — тітка Айша-хала
- Фаргана Кулієва — циганка
- Тофік Тагі-Заде — Ісмаїл Руфатович Шевелян, професор
- Фахраддін Манафов — Нурієв
- Сона Мікаїлова — Соня, мати Енвера і Наргіз
- Кязим Абдуллаєв — батько Енвера і Наргіз
- Шукюфа Юсупова — сусідка
- Октай Міркасимов — слідчий міліції
- Агагусейн Керімов — ювелір
- Рафік Алієв — завідувач гральних автоматів

## Знімальна група
- Автори сценарію: Світлана Касімова, Семен Листов
- Режисер-постановник: Гюльбеніз Азімзаде
- Режисер: Рафік Дадашев
- Оператори-постановники: Алекпер Мурадов, Валерій Керімов
- Оператор: Раміз Рзаєв
- Художник-постановник: Аріф Абдурахманов
- Композитор: Рауф Алієв
- Диригент: Юрій Серебряков
- Звукооператор: Акіф Нурієв
- Директор картини: Римма Абдуллаєва